# Constantin Sion
Constantin Sion (n. 7 septembrie 1795 – d. 15 februarie 1862) a fost un cronicar moldovean și paharnic.

## Biografie
A fost fiul bașceaușului, apoi stolnic Iordache Sion (urmaș al unei familii de răzeși din ținutul Tutovei) și al Ecaterinei, fiica lui Toader Danu, vornic de Vrancea. Sion scrie, între 1840 și 1857, Arhondologia Moldovei, lucrare cu o anumită valoare genealogică care oferă informații despre aproximativ 700 de familii. Arhondologia Moldovei a fost publicată pentru prima dată postum, în 1892, la Iași, cu o prefață de Gh. Ghibănescu, însă istoricii au respins-o imediat, din cauza tonului subiectiv și a numeroaselor erori genealogice.
Ecaterina  (Catrina) Sion era nepoata, după mamă, a lui Simion Tăutu, descendent al vechii familii boierești atestate încă din secolul al XV-lea. Costandin Sion a avut cinci frați: Antohie, Ioniță, Neculai, Costache și Toader, arhondologul fiind al cincilea. Familia Sion din secolul al XVIII-lea  a fost o familie cu tradiții de cărturari. Iordache Sion (1732- 1812) copia letopisețe în tinerețea sa. Antohie Sion, fiul cel mai mare (1787- 1848), a avut rosturi politice și administrative în deceniile 3 - 5, dar și preocupări culturale: colecționa documente și cronici. Al doilea fiu, Ioniță Sion, a fost tatăl poetului Gheorghe Sion (1822-1892), ale cărui Suvenire contemporane  constituie o interesantă operă memorialistică. Banul Neculai Sion a notat câteva amintiri pe o veche psaltire: însemnări despre propria naștere și căsătorie, morțile și nașterile din familie, dar și evenimente naturale sau gospodărești mai importante (o secetă, un cutremur, o recoltă bogată sau una dezastruoasă). Ultimul fiu, serdarul Toader Sion, a fost, alături de Gheorghe, unul din semnatarii lucrării Prințipiile noastre pentru reformarea patriei. Paharnicul Sion (paharnic = rang de boierie, boier de Divan) a fost copist la vistierie, ceauș, staroste la Focșani,  vechil de staroste la Putna, președinte al Eforiei din Focșani în 1842, unde se stabilise de mult în casele de zestre ale soției sale, Eufrosina (Evfrosina), fata banului Toma Stamatin.
După Gheorghe Ungureanu, familia Sion descindea dintr-o veche familie de răzeși, Coșescu, din ținutul Tutovei, numită așa după numele moșiei Coșești și coborâtoare dintr-un Sion, atestat la anul 1558. Ionașcu Coșescu i-a avut ca fii pe Războian Coșescu, Mereuță (Mirăuță ), Irimia și Vasile Coșescu. Războian Coșescu a avut un fiu căruia i-a pus numele Sion. Acest Sion Coșescu a trăit pe la 1678. Fiul lui Sion Coșescu, Andrei, a adoptat numele Sion ca nume de familie. Andrei Sion, căsătorit cu o Gafița a avut un  fiu, Toader Sion, care are la rândul său trei fii: Constantin, Ioniță și Iordache. Ultimul dintre ei este tatăl paharnicului Costandin Sion. Șerban Cioculescu a remarcat în lucrarea Varietăți critice că în secolul al XVI-lea  un document menționează în satul Coșești, un Sion, fiul lui Dragotă păhărnicel. Paharnicul arhondolog și-a construit o legendă fabuloasă, a descendenței tătărăști a familiei Sion, susținând că familia Sion ar descinde dintr-un "tatar de la Crîm , un Demir-Sultan, fiul hanului de Crîm, Beldingherei. Mînca-l-ar cânii, ticălos, pentru că au venit în Moldova și s-au botezat". Fiind refugiat în Moldova, a luptat în rândurile oștenilor domnitorului Ștefan cel Mare, care l-ar fi botezat și boierit.
Un cărturar important al familiei este Gheorghe Sion (1822-1892), fiul paharnicului Ioniță Sion și al Frosinei  Schina, boiernaș pașoptist (a participat la revoluția pașoptistă din Moldova), membru al Societății Academice Române, autor de poezii, fabule, piese de teatru, amintiri de călătorie (din Basarabia și Bucovina).

### Arhondologia Moldovei
Constantin Sion a scris Arhondologia Moldovei între anii 1840-1857 , lucrare ce constituie mai degrabă o cronică a contemporanilor lui decât o istorie documentată a familiilor boierești. Arhondologia , un termen introdus de fanarioți, are semnificația  de "Istorie a nobilimii; carte cuprinzând repertoriul familiilor nobile dintr-o țară." Și-a adunat informațiile în timp de treizeci și cinci de ani, dacă avem în vedere că a scris pînă în ajunul morții (1862), înregistrând sinuciderea fostului domnitor Grigore Al. Ghica (1857).  Primul procedeu al metodei sale de lucru este ancheta orală, printre boierii mai bătrâni, însă documentarea arhondologului a cuprins și izvoare scrise. Paharnicul a consultat " pe la 1826"  condica vistieriei  de la domnul Mihai Suțu din 1793, cu birnicii timpului. Uneori a consultat și documente de moșie, ca "Băloșeștii Voinescului, de la ținutul Vasluiului", sau "manuscripte istorice despre țara noastră și familia Cantimirească". Ioan Tanoviceanu prețuia mult valoarea istorică și originalitatea acestei scrieri. Alte opinii exprimate despre Arhondologie au fost cu totul negative. Sion suferea de xenofobie, cultivându-și totodată "dulcele delir avantajos al unei ascendențe fabuloase..."( Serban Cioculescu, op.cit., p. 147). Același Șerban Cioculescu nu ezita să numească Arhondologia "o scriere de ură și răzbunări personale..."Nicolae Iorga ignora conținutul  lucrării lui Sion în mod conștient, din pricina descrierii răuvoitoare pe care paharnicul o făcuse strămoșilor marelui istoric. În studiul său despre Genealogiștii Moldovei, G. Bezviconi afirma următoarele despre valoarea Arhondologiei: "Scrierea paharnicului Sion este o întreagă arhivă de bârfeli și răfuieli cu toți acei care au avut nenorocul să nu placă autorului; totuși, în lipsa altor memorii din acea epocă, lucrarea constituie un  izvor de prețioasă informație, mai cu seamă în ce privește contemporanii săi." O serie de informații ce trebuie verificate în documente sunt cele privind originea și vechimea unor familii. După opinia genealogistului Alexandru V. Perietzianu-Buzău,aceste informații , izvorâte din ranchiunele și subiectivitatea arheologului sunt cele fanteziste și deci neutilizabile științific.
Frații Costache Sion și Constantin Sion au fost niște fervenți antiunioniști. Unionismul, susținut de către ultimul domnitor reglementar, Grigore Al. Ghica, i se părea arhondologului o idee dementă, vrednică de "hagiul", de "împușcatul", de Grigore-vodă "nebunul".(Șerban Cioculescu, op.cit. p. 166), aluzie la tragicul său sfârșit, la Paris, la 24 august 1857.
Frații Antohie, Costache și Constantin Sion au plăsmuit o falsă cronică moldovenească, atribuită unui autor fictiv, Campoducele Arbore, care ar fi fost scrisă în secolul al III-lea al erei noastre. Această falsă cronică a căpătat numele de Cronica lui Huru sau Izvodul lui Clănău. "Petru Clănău", boier al lui Ștefan cel Mare, ar fi tradus textul cronicii în "Moldavă", în târgul Vasluiului. Frații Sion au inventat  Cronica lui Huru spre a servi neamului Sion să-și poată trimite feciorii la școala de cadeți din Petersburg -școală rezervată nobilimii. Falsitatea acestei cronici a fost demonstrată de Alexandru Philippide, Gr. G. Tocilescu, I.Tanoviceanu, Theodor Codrescu, Gh. Ghibănescu, Șerban Cioculescu etc.